# Araukarien-Juliomaus
Die Araukarien-Juliomaus (Juliomys ximenezi) ist ein wenig erforschtes Nagetier aus der Gattung der Juliomäuse (Juliomys) innerhalb der Familie der Wühler (Cricetidae). Sie ist nur vom Nationalpark Aparados da Serra im brasilianischen Bundesstaat Rio Grande do Sul bekannt. Das Artepitheton ehrt den im Jahr 2012 gestorbenen uruguayischen Mammalogen Alfredo Ximénez, der Pionierarbeit bei der Erforschung der brasilianischen Säugetierfauna geleistet hatte.

## Merkmale
Die Maß- und Merkmalsangaben beziehen sich auf fünf Exemplare, die 2003 und 2004 gesammelt wurden. Die Kopf-Rumpf-Länge beträgt 80 bis 92 mm, die Schwanzlänge 101 bis 113 mm, die Ohrlänge 15 bis 16 mm sowie die Hinterfußlänge 19,5 bis 22 mm. Für das Gewicht liegen keine spezifischen Daten vor. Bei der Araukarien-Juliomaus sind die Nase, die Schnauze sowie das weiche, dichte Fell orange. Eine orangefarbene Seitenlinie grenzt die Rücken- und Bauchfarbe scharf voneinander ab. Der Bauch ist cremeweiß. Die Ohren sind spärlich mit zweifarbigen Haaren bedeckt. Die Vibrissen sind an der Basis dunkel und werden zu den Spitzen hin heller. Der lange Schwanz, der circa 150 % der Kopf-Rumpf-Länge ausmacht, ist an seinem Ende bürstig behaart. Der Karyotyp beträgt 2n = 32, FN = 48.

## Systematik
Juliomys ximenezi gilt als Schwestertaxon der Berg-Juliomaus (Juliomys rimofrons), die im brasilianischen Bundesstaat Minas Gerais vorkommt.

## Lebensraum
Der Lebensraum der Araukarien-Juliomaus umfasst die Floresta ombrófila mista, die von der Brasilianischen Araukarie (Araucaria angustifolia) dominiert wird. Sie wurde in einer Höhenlage von 800 m entdeckt.

## Lebensweise
Die Araukarien-Juliomaus ist baumbewohnend. Mehr ist über ihre Lebensweise nicht bekannt.

## Status
Die Araukarien-Juliomaus ist noch nicht in der IUCN erfasst. Sie ist eine von zwei Arten der Unterfamilie Sigmodontinae, die in Rio Grande do Sul (Brasilien) endemisch sind – die andere ist die Araukarien-Grasmaus (Deltamys araucaria). Sie ist im Nationalpark Aparados da Serra präsent, einem Schutzgebiet, das sich auf die Erhaltung des Araukarienwaldes fokussiert.